# Jürgeshof
Jürgeshof ist ein Ortsteil der Stadt Rostock in Mecklenburg-Vorpommern. Unter den 31 Ortsteilen der Stadt ist Jürgeshof der bisher (Stand 2017) zuletzt eingemeindete und mit 17 Einwohnern nach Peez der zweitkleinste.

## Lage

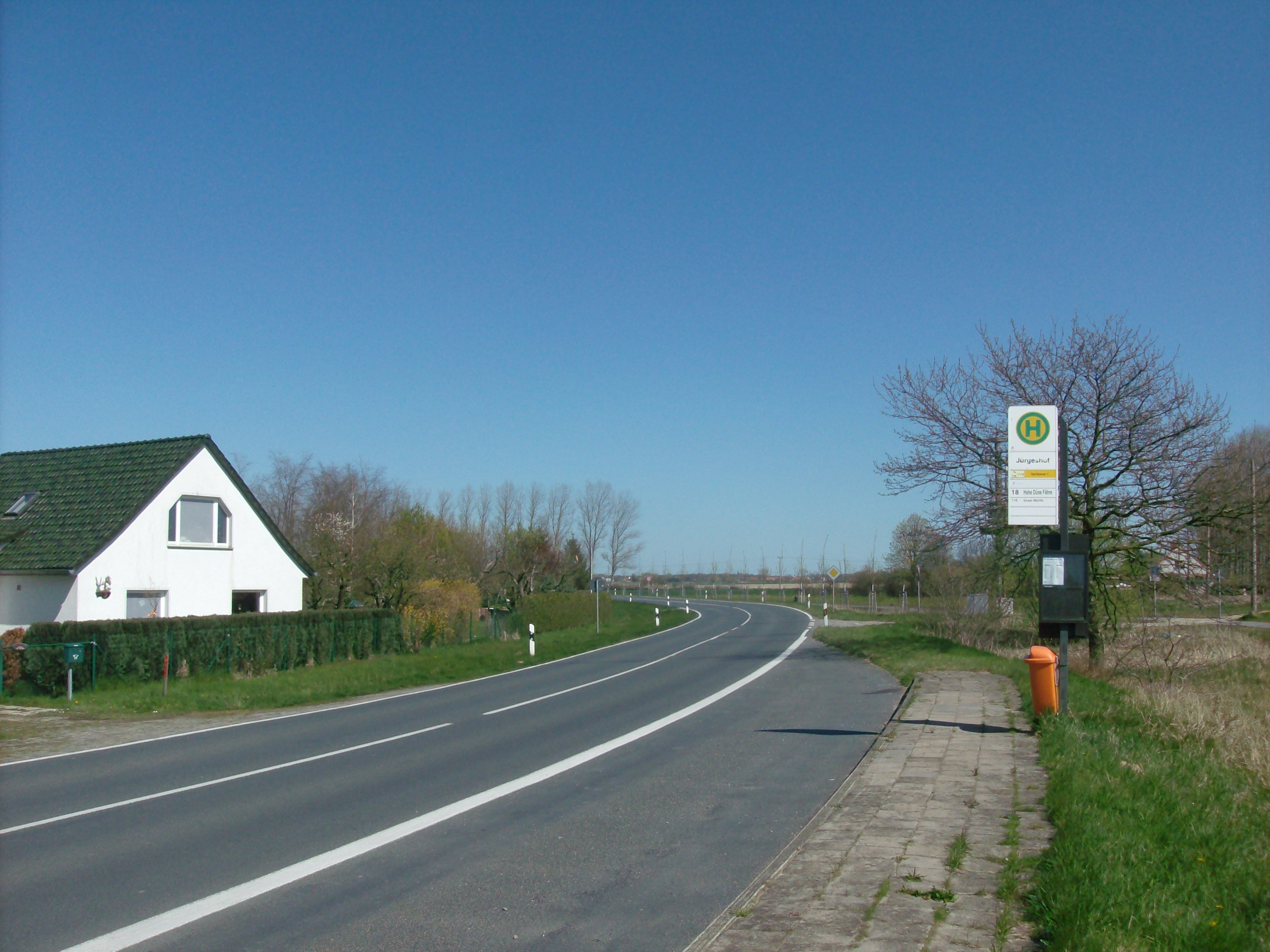
L 22 in Jürgeshof

Jürgeshof liegt im Nordosten des Stadtgebiets von Rostock, etwa 15 Kilometer vom Rostocker Stadtzentrum entfernt an der „Bäderstraße“ von Rostock-Dierkow nach Hinrichshagen und weiter nach Graal-Müritz. Nördlich der Wohnbebauung beginnen die ausgedehnten Waldgebiete der Rostocker Heide. Im Süden und Westen grenzt Jürgeshof an den Rostocker Ortsteil Stuthof und im Norden an Hinrichshagen, ebenfalls Ortsteil von Rostock. Im Osten liegt das Gemeindegebiet von Rövershagen, im Südosten das von Mönchhagen.
Jürgeshof besteht aus wenigen, an der Straße liegenden Häusern; daneben schließen sich Kleingartenanlagen am Waldrand an.

## Geschichte
Nach Texten aus dem 19. Jahrhundert gehörte Jürgeshof, genau wie das benachbarte Purkshof (heute Ortsteil von Rövershagen) zum Besitz des Rostocker Hospitals zum Heiligen Geist. Die beiden Orte wurden früher Jörshagen und Purkshagen genannt. Erwähnt wird der Ort bereits im 17. Jahrhundert, der Name ist vom Vornamen Jürgen abgeleitet.
Um 1860 waren Jürgeshof und Purkshof Pachtland der Familie von Haefften. Der Pächter verlegte den Hof aus der Mitte des Feldes an die jetzige Lage des Ortes am Waldrand. Die frühere Lage wird um 1850 mit „an einem in den Breitling fallenden Bache“ beschrieben. Damals zählte Jürgeshof 26 Einwohner. Kirchlich gehörte Jürgeshof zum Kirchspiel der Kirche in Rövershagen.
Bis 1922 bildete Jürgeshof gemeinsam mit Stuthof, Schnatermann und Purkshof eine Landgemeinde. Danach kam es zur Gemeinde Mittel-Rövershagen (damalige Bezeichnung für den zentralen Teil von Rövershagen). Im Jahr 1930 wird der Ort als Pachthof mit 17 Einwohnern genannt.
1978 wurde das zuletzt zur Gemeinde Mönchhagen gehörende Jürgeshof nach Rostock eingemeindet.

## Verkehr
Jürgeshof ist über die Landesstraße 22 von Rostock-Dierkow an die Ostsee erschlossen. Die Haltestelle im Ort wird von der Rostocker Buslinie 18 etwa alle ein bis zwei Stunden angefahren.